# Liste der Baudenkmäler in Unteregg
Auf dieser Seite sind die Baudenkmäler in der schwäbischen Gemeinde Unteregg zusammengestellt. Diese Tabelle ist eine Teilliste der Liste der Baudenkmäler in Bayern. Grundlage ist die Bayerische Denkmalliste, die auf Basis des Bayerischen Denkmalschutzgesetzes vom 1. Oktober 1973 erstmals erstellt wurde und seither durch das Bayerische Landesamt für Denkmalpflege geführt wird. Die folgenden Angaben ersetzen nicht die rechtsverbindliche Auskunft der Denkmalschutzbehörde.

## Baudenkmäler nach Ortsteilen

### Unteregg
| Lage                      | Objekt                       | Beschreibung | Akten-Nr.    | Bild           |
| ------------------------- | ---------------------------- | --- | ------------ | -------------- |
| Kirchstraße 10 (Standort) | Kath. Pfarrkirche St. Martin | unverputzter Tuffsteinquaderbau, Saalbau mit eingezogenem Chor und nördlichem Turm mit Spitzhelm, bezeichnet 1477, Umgestaltung um 1720/30; mit Ausstattung | D-7-78-207-1 | weitere Bilder |
| Kirchstraße 11 (Standort) | Pfarrhaus                    | zweigeschossiger Walmdachbau mit profiliertem hölzernen Traufgesims, um 1780; mit Ausstattung                                                               | D-7-78-207-2 | Pfarrhaus      |

### Bittenau
| Lage                   | Objekt  | Beschreibung                                                                 | Akten-Nr.    | Bild           |
| ---------------------- | ------- | ---------------------------------------------------------------------------- | ------------ | -------------- |
| In Bittenau (Standort) | Kapelle | kleiner Rechteckbau mit halbrundem Schluss, 18. Jahrhundert; mit Ausstattung | D-7-78-207-4 | weitere Bilder |

### Oberegg
| Lage                                                              | Objekt                              | Beschreibung | Akten-Nr.    | Bild           |
| ----------------------------------------------------------------- | ----------------------------------- | --- | ------------ | -------------- |
| Obere Hauptstraße 22 (Standort)                                   | Kath. Filialkirche Patrona Bavariae | Saalbau mit eingezogenem Chor und nördlichem Turm mit Zwiebelhaube, von Joseph Ruf, 1951–52; mit historischer Ausstattung | D-7-78-207-5 | weitere Bilder |
| Kirchbühl (500 m nördlich an der Straße nach Unteregg) (Standort) | Tuffsteinkreuz                      | spätmittelalterlich | D-7-78-207-6 | Tuffsteinkreuz |

### Warmisried
| Lage                                                                                              | Objekt                       | Beschreibung | Akten-Nr.     | Bild            |
| ------------------------------------------------------------------------------------------------- | ---------------------------- | --- | ------------- | --------------- |
| Mittelgasse 1 (Standort)                                                                          | Pfarrhaus                    | ehemaliges Pfarrhaus, zweigeschossiger kubischer Bau mit Zeltdach und polygonalem Eckerker, um 1910/12                          | D-7-78-207-13 | Pfarrhaus       |
| Mittelgasse 2 (Standort)                                                                          | Kath. Pfarrkirche St. Ulrich | Saalbau mit eingezogenem Chor und nördlichem Satteldachturm, wohl um 1500, Umbau durch Matthäus Kirchmayr 1764; mit Ausstattung | D-7-78-207-9  | weitere Bilder  |
| Die schlauen Teile (3,5 km südwestlich des Ortes im Wald, am Ufer des Schwarzenbaches) (Standort) | Dreiländerstein              | Rotmarmorpfeiler, 1791 (teilweise im Gebiet der Gemeinde Eggenthal)                                                             | D-7-78-207-11 | Dreiländerstein |

## Ehemalige Baudenkmäler
In diesem Abschnitt sind Objekte aufgeführt, die früher einmal in der Denkmalliste eingetragen waren, jetzt aber nicht mehr. Objekte, die in anderem Zusammenhang also z. B. als Teil eines Baudenkmals weiter eingetragen sind, sollen hier nicht aufgeführt werden. Aktennummern in diesem Abschnitt sind ehemalige, jetzt nicht mehr gültige Aktennummern.

| Lage                                    | Objekt      | Beschreibung                                                           | Akten-Nr.     | Bild           |
| --------------------------------------- | ----------- | ---------------------------------------------------------------------- | ------------- | -------------- |
| Unteregg Köngetrieder Straße (Standort) | Holzfigur   | Hl. Florian, gefasste Holzfigur in modernem Bildstock, 18. Jahrhundert | D-7-78-207-3  | weitere Bilder |
| Rappen Rappen 1 (Standort)              | Holzfigur   | hl. Florian, wohl Mitte 19. Jahrhundert                                | D-7-78-207-7  | BW             |
| Warmisried Am Lindenplatz 18 (Standort) | Giebelfigur | hl. Georg, 1710/1720                                                   | D-7-78-207-8  | BW             |
| Warmisried Mittelgasse 3 (Standort)     | Hausfigur   | hl. Wendelin, erste Hälfte 19. Jahrhundert                             | D-7-78-207-10 | Hausfigur      |